# Herman D. Koppel
Herman David Koppel (født 1. oktober 1908 i København, død 14. juli 1998 smst) var en dansk komponist. Herman D. Koppel tog sin egen vej ind i musikken og fandt sin kraft i balancen mellem værkets indre udtryk og den menneskelige oplevelse.
Koppel var søn af en jødisk skrædderfamilie, der netop var indvandret fra Polen. 18 år gammel blev han, som forældrene så inderligt havde ønsket det, optaget på konservatoriets klaverlinje. Virket som pianist fortsatte livet igennem.
Inspirationen til Koppels tidligste kompositioner var Carl Nielsen, men også jazzen spillede en stor rolle. Op gennem 30'erne havde han nær kontakt med den kulturradikale bevægelse. Sammen med Bernhard Christensen skrev han musikken til Kjeld Abells Melodien der blev væk, hvorfra Sangen om Larsen stammer. Den er med i den danske sangskat.
Studier af Bartók, Stravinskij og Brahms gjorde, at Koppel fandt sit eget udtryk, der forenede en skarp rytmik med det melodisk forførende. Hen mod slutningen af 40'erne blev han den fornyende kraft i det danske musikliv.
2. verdenskrig, flugten til Sverige og nazismens jødeforfølgelse gjorde et uudsletteligt indtryk på Koppel. I hovedværket 3 Davidsalmer fra 1949 kom trangen til at skrive om menneskers ondskab og krigens grusomhed til udtryk. Af andre hovedværker er oratoriet Moses (1964) og hans Requiem (1966) samt operaen Macbeth (1968).
Som professor ved Det Kgl. Danske Musikkonservatorium fra 1949 til 1978 havde Koppel stor betydning for det danske musikliv. Koppelfamilien med broderen Julius, børnene Therese, Lone, Thomas og Anders og børnebørnene blev en af de mest indflydelsesrige musikfamilier i nyere tids Danmark.
Herman D. Koppel var Ridder af 1. grad af Dannebrog.